# Tabanus atriventer
Tabanus atriventer är en tvåvingeart som beskrevs av Schuurmans Stekhoven 1926. Tabanus atriventer ingår i släktet Tabanus och familjen bromsar. Inga underarter finns listade i Catalogue of Life.